# Međunarodna udruga za tamno nebo
Međunarodna udruga za tamno nebo (engl. International Dark-Sky Association, akr. IDA), američka neprofitna organizacija koju su osnovali 1988. godine osnivači dr. David Crawford, profesionalni astronom, i dr. Timothy Hunter, liječnik i amaterski astronom. Zadaća je udruge "sačuvati i zaštititi noćni okoliš i našu baštinu tamnih nebesa putem kvalitetna osvjetljenja eksterijera." Svjetlosno onečišćenje posljedica je eksterijernog osvjetljenja koje nije prikladno zaštićeno čime se omogućuje da svjetlo bude usmjereno u oči i noćno nebo. Svjetlo koje sjaji u oči zove se blijesak, a svjetlo koje sjaji u noćno nebo iznad horizonta uzrokuje nebeski sjaj (engl. skyglow). Osvjetljenje također može uzrokovati prijestup svjetla kad je ono usmjereno na područja na kojima nije poželjno, npr. na susjedovo dvorište ili u njegove prozore. Udruga je bila prva organizacija u pokretu za tamno nebo i trenutačno je najveća takva udruga.

## Glavni pristup
Glavni pristup udruge jest podizanje svjesnosti o vrijednosti tamnih, zvijezdama ispunjenih noćnih nebesa i poticanje njihove zaštite i restauracije putem edukacije o problemima i rješenjima, uključujući prakse eksterijernog osvjetljenja kojima se stvara manje svjetlosnog onečišćenja. Godine 2011. organizacija je brojila 5.000 članova u 70 zemalja.
Udruga sa srodnim organizacijama zajedno provodi istraživanja učinaka koje na čovječje zdravlje i ekologiju ima svjetlo u noći kao posljedica umjetnog svjetla u noći. Hipoteza je da su ljudi tijekom mnogo tisućljeća evoluirali izloženi otprilike jednakim periodima svjetla i tame. Narušavanje tog cirkadijanog ritma može uzrokovati hormonsku neravnotežu u svim živim organizmima. U posljednjem stoljeću umjetno je osvjetljenje smanjilo redoviti period tame i moglo se negativno odraziti na zdravlje. Svjetlo u noći povezano je s povećanom incidencijom hipertenzije, poremećaja deficita pažnje, pretilosti, dijabetesa i nekih oblika raka.

## Međunarodna mjesta tamnog neba
Radi promicanja svjesnosti o problemima udruga je izradila program Međunarodna mjesta tamnog neba (engl. International Dark Sky Places) koji za cilj ima "zaštiti lokacije iznimna noćnog izgleda za buduće generacije".

### Međunarodni parkovi tamnog neba
- Nacionalni spomenik prirodnih mostova, Utah, Sjedinjene Države, osnovan 2006.
- Državni park trešnjevih studenaca, Pennsylvania, Sjedinjene Države, osnovan 2008.
- Park-šuma Galloway, Škotska, Ujedinjena Kraljevina, osnovana 2009.
- Nacionalno područje zaštićene prirode Zselic, Mađarska, osnovano 2009.
- Državni park Clayton Lake, New Mexico, Sjedinjene Države, osnovan 2010.
- Državni park opservatorij u Goldendaleu, Washington, Sjedinjene Države, osnovan 2010.
- Nacionalni park Hortobagy, Hungary, osnovan 2011.
- The Headlands, Michigan, Sjedinjene Države, osnovano 2011.
- Opservatorijski park, Ohio, Sjedinjene Države, osnovan 2011.
- Nacionalni park Big Bend, Teksas, Sjedinjene Države, osnovan 2012.
- Nacionalni park Dolina smrti, Kalifornija, Sjedinjene Države, osnovan 2013.
- Nacionalni povijesni park čakoanske kulture, Novi Meksiko, Sjedinjene Države, osnovan 2013.
- nacionalni park Northumberland, Engleska, Ujedinjena Kraljevina, osnovan 2013.

### Međunarodni rezervati tamnog neba
- Rezervat u Mont-Méganticu, Quebec, Kanada, osnovan 2008.
- Nacionalni park Exmoor, Engleska, Ujedinjena Kraljevina, osnovan 2011.
- Prirodni rezervat NamibRand, Namibija, Afrika, osnovan 2012.
- Međunarodni rezervat tamnog neba Aoraki Mackenzie, Južni otok, Novi Zeland, osnovan 2012.
- Nacionalni park Brecon Beacons, Wales, Ujedinjena Kraljevina, osnovan 2013.

### Međunarodne zajednice tamnog neba
- Flagstaff, Arizona, Sjedinjene Države
- Borrego Springs, Kalifornija, Sjedinjene Države
- Sark, Kanalski otoci
- Homer Glen, Illinois, Sjedinjene Države
- Monte Nido, Kalifornija, Sjedinjene Države
- Coll u škotskim Unutarnjim Hebridima, osnovana 2013.[4]

## Više informacija
- Bortleova skala tamnog neba
- kampanja za tamna nebesa (engl. Campaign for Dark Skies, CfDS)
- CieloBuio, talijanska koordinacija za zaštitu noćnog neba
- pokret za tamno nebo
- rezervat tamnog neba
- svjetlosno onečišćenje
- nebeska svjetlina

## Vanjske poveznice
- www.darksky.org – službeno mjesto
- kanal Međunarodne udruge za tamno nebo na YouTubeu
- flagstaffdarkskies.org – Flagstaff Dark Skies
- International Dark-Sky Association: Dark Sky Observing Sites & Destinations  Arhivirana inačica izvorne stranice od 6. srpnja 2010. (Wayback Machine)